# Каменка (приток Волгуши)
Каменка — река в Московской области России, левый приток Волгуши.
Протекает в восточном направлении по территории городского округа Солнечногорск и Дмитровского городского округа. Длина — 11 км.
Берёт начало западнее деревни Пески, в 2 км севернее истоков реки Клязьмы, впадает в Волгушу в 25 км от её устья, ниже деревни Подгорное. Питание в основном происходит за счёт талых снеговых вод. Замерзает обычно в середине ноября, вскрывается в середине апреля.
На реке расположены населённые пункты Комаровка, Шихово, Каменка, Левково, Походкино (от истока к устью).